# Big the Cat
Big the Cat (ビッグ ・ザ ・キャット?, Biggu za Kyatto) è un personaggio immaginario secondario della serie videoludica Sonic the Hedgehog prodotta da SEGA e sviluppata dallo studio nipponico Sonic Team.
Big non svolge un ruolo rilevante come i personaggi principali della saga, ma si limita a varie comparsate all'interno della serie, infatti anche se non è un protagonista è comunque abbastanza ricorrente.

## Descrizione

### Creazione e sviluppo
I character designer di Big sono: Yuji Uekawa, Takashi Iizuka e Naoto Ōshima.

### Aspetto
Big the Cat è un enorme gatto viola antropomorfo, si veste con una cintura color mango, guanti marroni e un paio di sandali, questo lo rende il primo personaggio della serie a non indossare degli stivaletti.

### Poteri e abilità
Big è un pescatore di grande talento come si può vedere in Sonic Adventure, inoltre la sua fidata canna da pesca è molto utile anche come arma per colpire i nemici, usandola a mo' di bastone o lanciando contro i nemici l'amo.
Date le sue dimensioni e la sua elevatissima massa corporea: Big è molto forte e resistente fisicamente, tanto da sembrare quasi invincibile anche davanti a trappole o pericoli mortali, ad esempio raggi laser o gas nocivi come si può vedere in Sonic Chronicles: La Fratellanza Oscura.

### Personalità
Big generalmente è molto rilassato, fa amicizia con tutti senza avere problemi ed è molto amichevole. Si preoccupa molto per i suoi amici, specialmente per Froggy (カエルくん?, Kaeru-kun, lett. "Ranocchio"). Ama pescare e porta sempre con sé la sua canna da pesca ovunque egli vada. Nonostante sia un po' lento di comprendonio è un tipo molto ottimista, in particolar modo anche quando lo sono i suoi amici, a cui è estremamente fedele, affidabile e gentile nei loro confronti. Ama molto la natura e non gradisce stare dietro ai tempi della società moderna, questo è probabilmente il motivo per cui ha scelto di andare a vivere nella foresta a Mystic Ruins anziché in una città.
Molto spesso incoraggia gli altri nel raggiungere i propri obiettivi e non si rivela mai un egoista. Riesce a mantenere la calma in ogni situazione, anche quando ha perso Froggy in Sonic Adventure e in Sonic Heroes.

### Doppiaggio
Big è stato doppiato in giapponese dal seiyū Shun Yashiro nella sua prima apparizione in Sonic Adventure e successivamente in Sonic Shuffle; dopo la sua morte è stato sostituito da Takashi Nagasako che gli presta la propria voce da Sonic Heroes, oltre che nell'anime Sonic X e nella serie animata Sonic Prime e che tuttora ricopre il ruolo. Nelle versioni americane dei videogiochi si sono susseguiti Jon St. John da Sonic Adventure a Mario & Sonic ai Giochi Olimpici Invernali, Oliver Wyman in Sonic & SEGA All-Stars Racing e in Sonic X mentre Kyle Hebert lo doppia da Sonic Colours in poi. In Sonic Prime invece è doppiato da Ian Hanlin.
Big è doppiato in italiano da Andrea De Nisco a partire da Mario & Sonic ai Giochi Olimpici di Rio 2016, da Walter Rivetti in LEGO Dimensions mentre in Sonic X da Roberto Stocchi e da Marco Balbi in Sonic Prime.

## Biografia

### Videogiochi

#### Anni '90
Big compie la sua prima apparizione in Sonic Adventure dove è uno dei protagonisti giocabili. All'inizio della sua storia, il gatto sta dormendo tranquillamente nel suo letto posto nella foresta di Mystic Ruins quando una notte si sveglia e vede il suo amico ranocchio Froggy che ha appena ingoiato lo Smeraldo del Caos giallo. Poco dopo all'anfibio cresce una strana coda e comincia a fare delle azioni insolite e fugge dal suo padrone che parte immediatamente all'inseguimento del suo amico in un lungo viaggio. Dopo varie tappe, sembra che Big sia riuscito finalmente a catturare Froggy ad Emerald Coast tuttavia fa la sua comparsa E-102 Gamma, un robot creato dal Dr. Eggman, che prende con sé il ranocchio e fugge via, Big prova a convincere Gamma a ridargli Froggy ma non ottiene risultati positivi e si vede costretto a seguirlo.
Successivamente Big riesce a recarsi a bordo dell'Egg Carrier per riunirsi nuovamente al suo amico, riesce a pescarlo in uno specchio d'acqua posto a Hot Shelter e viene teletrasportato nel passato da Tikal che gli permette di vedere la distruzione del villaggio degli echidna ad opera di Chaos, il dio della distruzione, e scopre quanto sia importante il suo animaletto che ha ingoiato lo smeraldo all'inizio del gioco. Tornato presente, decide di andarsene dall'astronave da guerra ma viene fermato da Eggman e da Chaos, quest'ultimo assorbe dentro di sé Froggy, facendo uscire dal corpo dell'anfibio lo Smeraldo del Caos facendogli così di conseguenza sparire la coda e fallo così tornare alla normalità. Poco dopo arriva anche Sonic che decide di aiutare il gatto nel salvataggio del ranocchio, dopo averlo pescato dal corpo di Chaos, Big lascia il resto al porcospino blu e trova l'aereo Tornado e decide di guidare il mezzo per evacuare dall'Egg Carrier prima che quest'ultimo cada nell'oceano. Alla fine riesce a tornare a casa schiantandosi con il velivolo sopra la sua casa ma ne esce illeso e felice di poter tornare alla vita quotidiana con l'amico Froggy. Nella storia finale, Big si reca a Station Square a seguito dell'inondazione provocata da Perfect Chaos, e consegna uno Smeraldo del Caos in suo possesso a Sonic per permettergli di trasformarsi in Super Sonic e così sconfiggere il furioso dio.

#### Anni 2000
In Sonic Adventure 2 è un personaggio sbloccabile nella modalità multigiocatore ma esclusivamente nella versione per Dreamcast dato che nelle conversioni successive viene sostituito da un Dark Chao. In questa sua incarnazione pilota un mecha in modo molto simile a Tails ed Eggman e partecipa nella squadra Dark, ovvero quella degli antagonisti, benché Big sia un eroe e non un malvagio(a causa di un errore durante lo sviluppo). Nel corso della modalità storia fa diversi cameo nelle scene d'intermezzo, nei singoli livelli e nelle battaglie contro i boss anche se nella versione uscita per GameCube la maggior parte di queste sue apparizioni minori sono state rimosse nella storia Hero e reintrodotte tutte tranne quella a Wild Canyon nella conversione pubblicata nel 2012. Nonostante queste brevi comparse, non ha un ruolo attivo nell'intera trama.
In Sonic Heroes torna come personaggio di tipo Power e membro del Team Rose, formato assieme alle sue due amiche Amy e Cream con cui fa squadra per trovare Froggy e un Chao di nome Chocola, entrambi scomparsi misteriosamente nel nulla. Durante il viaggio affronteranno e sconfiggeranno più volte il Dr. Eggman senza mai però riuscire a catturarlo e parteciperanno anche a due scontri in momenti distinti contro il Team Sonic e il Team Chaotix. Arrivati a Final Fortress distruggono Egg Emperor, un gigantesco robot armato di lancia e scudo, controllato dallo scienziato, dopodiché riescono a salvare i loro due amici. Nell'ultima storia il trio cerca di indebolire Neo Metal Sonic trasformato in Metal Madness, fornendo così il tempo necessario al Team Sonic di trasformarsi e sconfiggerlo.
Big è uno degli undici personaggio giocabili in Sonic Chronicles: La Fratellanza Oscura dove si rivela un prezioso alleato della squadra di Sonic per la sua capacità di attraversare ambienti pericolosi senza subire danni grazie alla sua invulnerabilità. Gli eroi lo incontrano nel corso della storia dove si unisce al gruppo spontaneamente in quanto vuole trovare Norton, un amico di Froggy. Sul campo di battaglia si rivela uno dei personaggi più forti, ma inferiore a Knuckles, è in grado di attaccare solo a bassa velocità e una volta per turno. La sua classe nel gioco è Supporto.

#### Anni 2010
Nella versione per Nintendo DS di Sonic Colours si reca al parco divertimenti del Dr. Eggman per cercare ancora una volta Froggy ed incontra così Sonic e Tails a cui chiede aiuto ed affida al porcospino blu il compito di trovarlo per lui. Quest'ultimo ritorna però senza risultati, lasciando il gatto dispiaciuto, dopodiché domanda ai due se questi avevano fame. Compare successivamente accompagnato da Amy che stava cercando Sonic per affidargli anche lei un incarico.

#### Anni 2020
Appare nuovamente come un personaggio di supporto nei videogiochi Sonic Frontiers e Shadow Generations.

#### Altre apparizioni
Altre apparizioni secondarie del personaggio avvengono in Sonic Rivals come carta collezionabile, in Super Smash Bros. Brawl come adesivo collezionabile, in Sonic Battle compie un cameo in minigioco presente nella modalità multigiocatore dove può essere visto pescare sopra ad una piattaforma, in Sonic e gli Anelli Segreti in varie missioni, in Mario & Sonic ai Giochi Olimpici come arbitro, in Mario & Sonic ai Giochi Olimpici Invernali come personaggio VIP, in Mario & Sonic ai Giochi Olimpici di Londra 2012 e Mario & Sonic ai Giochi Olimpici di Rio 2016 con un ruolo minore, in Sonic Generations come statuetta sbloccabile (in origine doveva ricoprire un ruolo attivo nella storia ma fu scartato nella versione finale) e Sonic & All-Stars Racing Transformed nuovamente come cameo, in Sonic Shuffle, Sonic & SEGA All-Stars Racing, Sonic Dash, Sonic Runners, SEGA Heroes, Team Sonic Racing e Sonic Racing: CrossWorlds come personaggio giocabile.
In LEGO Dimensions appare nel pacchetto Sonic the Hedgehog in cui chiede l'aiuto del giocatore per trovare Froggy in una sottomissione

### Versioni alternative

#### Fumetti
In Sonic the Hedgehog, fumetto pubblicato da Archie Comics, Big compie la sua prima apparizione durante l'adattamento di Sonic Adventure. Nel corso della storia vive nella Mysterious Cat Country, in seguito si sposta a Knothole. Dopo questo compare diverse volte dove combatte contro il Dr. Eggman e il suo impero. In seguito alla Super Genesis Wave, un cambiamento spazio temporale avvenuto nell'universo di Sonic, Big è identico alla sua controparte presente nei videogiochi.
In Sonic the Comic, Big appare in una sola vignetta. Quando Chaos risucchia dell'energia e torna alla sua forma originale di pesce, può essere visto Big li vicino che sta pescando nelle sue acque. Lo scrittore Nigel Kitching affermò che era determinato ad includere Big nel fumetto ma quest'ultimo venne in seguito cancellato. In una continuazione non ufficiale dell'opera chiamata Sonic the Comic - Online!, Big pesca Chaos e tra i due nasce un'amicizia strana, dato che Chaos usa Big per riprendersi i suoi poteri. La falsa amicizia di questi due finisce quando incontrano il re dei fantasmi a Haunted Hill Zone. Big compare successivamente mentre lavora per una famiglia per pagare i propri debiti. Dopo questo va a lavorare al ristorante Buddy's Bistro assieme a Chaos che è la mascotte del ristorante.
Nel fumetto di Sonic X, Big compare a Parigi, quando Sonic ed il resto della gang sono sul World Fair. Picchia il Dottor Eggman in faccia quando lo riconosce ed in seguito aiuta Sonic e gli altri a sconfiggere i robot di Eggman. Nonostante possa apparire gentile, quando Eggman minaccia Froggy o qualcun altro che gli sta a cuore, Big reagisce sempre con un pugno sulla faccia dello scienziato pazzo. Successivamente compare alla festa alla casa di Chris e quando Chuck scopre l'esistenza di uno Smeraldo del Caos all'interno di una meteora che è precipitata al polo sud dove fa squadra assieme a Sonic e Knuckles in una gara. Nell'adattamento manga di Sonic Colours si recherà con l'amico Froggy presso il parco divertimenti di Eggman dove farà la conoscenza dei Wisp. Nell'adattamento manga di Sonic Generations è uno dei partecipanti alla festa di compleanno di Sonic.

#### Animazione
Big ha un ruolo minore nell'anime Sonic X. Compare per la prima volta mentre dorme vicino ad un fiume assieme a Froggy nell'episodio 1 ed i due vengono teletrasportati dal Chaos Control sulla Terra. La maggior parte delle sue apparizioni avvengono nel corso della seconda stagione, più precisamente nell'adattamento di Sonic Adventure, dove ricopre il medesimo ruolo del videogioco originale, anche se viene anche aiutato da Chris (personaggio originale dell'anime) nel ritrovamento del suo amico ranocchio. Dopo che Perfect Chaos ha provocato una inondazione a Station Square, consegna a Sonic lo Smeraldo del Caos in suo possesso per permettergli di sconfiggere il dio della distruzione. Successivamente prende parte ad un torneo di arti marziali in cui vi è in palio uno Smeraldo del Caos tuttavia ha troppa paura di affrontare la sua avversaria Ella e si ritira poco dopo.
Big apparirà nuovamente come uno dei personaggi principali nella serie animata Sonic Prime (basato per la prima volta nel filone narrativo della serie di videogiochi). Qui vengono introdotte delle versioni alternative del personaggio provenienti da altre dimensioni, chiamate il Cittadino 1998 (in riferimento alla sua prima apparizione nel gioco Sonic Adventure), Hangry Cat e Catfish.

## Accoglienza
Il personaggio è stato deriso dai recensori di videogiochi e dai fan per la sua obesità, la poca intelligenza, lo sviluppo unidimensionale e la sua inutilità nei vari giochi; per questa serie di motivi è stato inserito nella lista dei peggiori personaggi dei videogiochi di tutti i tempi. Per via del suo poco apprezzamento, Sonic Team ha cominciato ad utilizzarlo sempre meno a partire dal 2012, nonostante ciò Takashi Iizuka ha affermato che ritiene possibile creare un titolo in cui il gatto sia il protagonista. Lorenzo Fazio di Eurogamer lo reputò come uno dei personaggi più improbabili della serie. Shane Bettenhausen di Electronic Gaming Monthly lo trovò come il personaggio peggiore presente in Sonic Adventure. Tim Jones di THEM Anime Reviews criticò la presenza di Big in Sonic X, al contrario Gan Plant di Nintendo Life affermò che "uno dei successi chiave" della serie animata era stata l'incorporazione di numerosi personaggi dei giochi, inclusi quelli meno usati come per l'appunto Big.
Negli ultimi tempi, Big the Cat è tornato ad apparire regolarmente nella serie come gli altri personaggi principali a partire dai più recenti Mario & Sonic ai Giochi Olimpici di Rio 2016 e Team Sonic Racing e sta diventato un personaggio più popolare che in passato, soprattutto in Giappone.